# しんまち劇場707
しんまち劇場707（しんまちげきじょうナナマルナナ）は、徳島県徳島市東新町の東新町商店街にあった多目的ホール。

## 概要
2003年6月に東新町商店街にあった徳島東映が閉館したのに伴い、翌2004年4月29日に同地にオープンした。東新町1丁目商店街振興組合などが新町地区の活性化を担う施設として整備した。
しかし2005年12月23日に閉館となった。同商店街では同年11月にダイエー徳島店が閉店したばかりで、それに続いてのものだった。建物は取り壊されて駐車場となり、2015年時点の現況も同様である。

## 交通
- JR徳島駅より徒歩約5分。
- 徳島市営バス「新町」より徒歩すぐ。